# Jens Graff
Jens Graff (1942. október 3. –) német származású norvég táncművész. Finn Graff illusztrátor testvére.

## Életrajz
Német édesapja elhunyt a második világháborúban, családjával 1946-ban költözött Norvégiába.